# مستقبل راديو بلوري

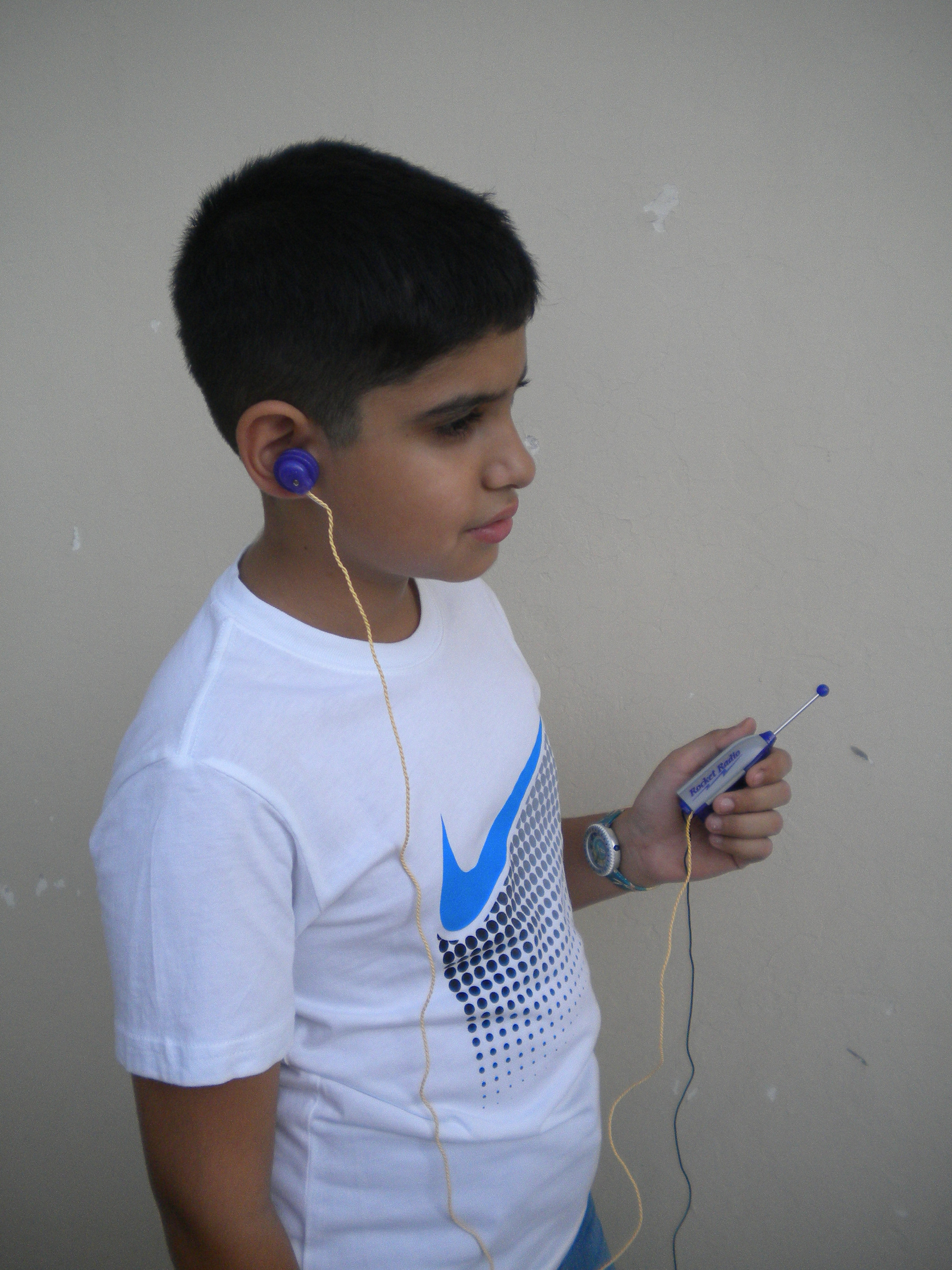
طفل يستمع إلى راديو بلوري حديث

مستقبل راديو بلوري  هو جهاز بسيط جدا لاستقبال موجات الراديو وكان مستخدمًا بكثرة في بدايات ظهور الراديو. يتميز بأنه لا يحتاج إلى مصدر تغذية كهربائية ويعتمد على الطاقة الموجودة في موجات الراديو والتي يستقبلها بواسطة الهوائي.
الراديو البلوري هو أبسط أنواع مستقبلات الراديو ويمكن تصنيعه ببعض القطع غير المكلفة، كسلك يعمل بمقام هوائي، ملف نحاسي كهربائي للتوليف، مكثف، كاشف بلوري أو ديود حاليا وسماعة أذن. 
يستقبل الراديو البلوري الإشارات المعدلة بالمطال AM ويمكن أن يصمم لإستقبال أي حزمة ترددات راديوية لكن المعظم يستقبل حزمة ترددات معدلة بالمطال.

## التصميم

دارة الراديو البللوري

يمكن اعتبار الراديو البللوري عبارة عن مستقبل راديو مخفض إلى جوهر الراديو. يتألف الراديو البللوري على الأقل من العناصر التالية:
- لاقط هوائي يحول موجات الراديو التي يستقبلها إلى تيار كهربائي
- دارة توليف قادرة على اختيار التردد المرغوب لمحطة الراديو من بين جميع الترددات التي يتم استقبالها من قبل الهوائي، وترفض بقية الترددات. هذه الدارة تتألف من ملف كهربائي ومكثف موصولين على التفرع لذلك هي تشكل دارة طنين عند اردد المحطة المرغوبة وبذلك يتم التوليف. أي من المكثف أو الملف يمكن أن يكون قابلا للضبط (أي تغيير قيمته الفيزيائية) مما يسمح للدارة بالتوليف على ترددات مختلفة.
- بلورة نصف ناقلة تعمل ك كاشف والتي تستخرج الإشارة الصوتية المعدلة من الإشارة الترددية الحاملة. وهي تعمل بمقام مقوم كهربائي حيث تسمح للتيار بالمرور باتجاه واحد.
- سماعة الأذن التي تحول الإشارة الصوتية إلى موجة مسموعة. الطاقة المنخفضة التي ينتجها الراديو البلوري لا تكفي عادة لتشغيل مكبرات الصوت لذلك يتم استخدام سماعات الأذن.
- سلك أرضي جيد لأن الهوائي المستخدم في الراديو البلوري هو من النوع monopole antenna والذي يولد الجهد على خرجه بالنسبة للأرض.

### دارة التوليف
إن دارة التوليف المؤلفة من مكثف وملف على التفرع تعمل كدارة طنينية. هذه الدارة تملك ممانعة عالية عند تردد إشارة الراديو المرغوبة وممانعة منخفضة عند بقية الترددات، لذلك فإن الإشارة عند الترددات غير المرغوبة تمر إلى الأرضي مباشرة بينما تعبر إشارة التردد المرغوب إلى الكاشف ومنه إلى السماعة بشكل مسموع. تردد المحطة المستقبلة يكون هو تردد الطنين "f" في دارة التوليف والذي يتم تحديده من خلال قيمة السعة C والتحريض L وفقا للعلاقة:
{\displaystyle f={\frac {1}{2\pi {\sqrt {LC}}}}}